# Riečka, Rimavská Sobota
Riečka este o comună slovacă, aflată în districtul Rimavská Sobota din regiunea Banská Bystrica, pe malul râului Sajo. Localitatea se află la altitudinea de 170 m deasupra n.m., se întinde pe o suprafață de 4,78 km2 și în 2017 număra 231 de locuitori. Se învecinează cu Štrkovec, Kráľ și Chanava.

## Istoric
Localitatea Riečka este atestată documentar din 1282.

## Demografie
| An:                | 1994 | 2004   | 2014   | 2024   |
| ------------------ | ---- | ------ | ------ | ------ |
| Număr de persoane: | 240  | 235    | 234    | 220    |
| Diferență:         |      | −2,08% | −0,42% | −5,98% |

| An:                | 2023 | 2024   |
| ------------------ | ---- | ------ |
| Număr de persoane: | 215  | 220    |
| Diferență:         |      | +2,32% |